# Dolichocoxys femoralis
Dolichocoxys femoralis är en tvåvingeart som beskrevs av Townsend 1927. Dolichocoxys femoralis ingår i släktet Dolichocoxys och familjen parasitflugor. Inga underarter finns listade i Catalogue of Life.